# James Donn
James Donn (Monivaird, Perthshire, 1758 — Cambridge, 14 de junho de  1813)  foi um botânico britânico.
A sua obra mais importante foi Hortus Cantabrigensis, publicado pela primeira vez em 1796.